# بوتیمارهای بزرگ
بوتیمارهای بزرگ (نام علمی: Botaurus) نام یک سرده از زیرخانواده بوتیمار است.

## گونه‌ها
- بوتیمار آمریکایی، Botaurus lentiginosus.
- بوتیمار اوراسیایی، Botaurus stellaris
- بوتیمار آمریکای جنوبی Botaurus pinnatus
- بوتیمار استرالزی Botaurus poiciloptilus
- Botaurus hibbardi (سنگواره)